# PdfTeX
pdfTeX ([pidiɛf'tɛx], рус. пи-ди-эф-те́х) — компьютерная программа, задуманная как расширение программы вёрстки TeX, созданной профессором Стэнфордского университета Дональдом Кнутом. Разработана программистом по имени Хан Тхе Тхань (Hàn Thế Thành).
Отличительными особенностями pdfTeX являются поддержка висячей пунктуации и растяжения шрифта, предложенные типографом Германом Цапфом. Эти возможности позволяют достичь равномерного заполнения страницы печатными знаками. В докторской диссертации Тханя подробно описывается расширенный алгоритм переноса слов для такого подхода к вёрстке.
pdfTeX включён в большинство современных сборок LaTeX (TeX Live, MacTeX, MiKTeX) и используется в них как обработчик TeX по умолчанию. Главное различие между TeX и pdfLaTeX состоит в том, что TeX после трансляции выдаёт DVI-файлы, а pdfTeX — PDF-файлы, минуя цепочку преобразований DVI→PS→PDF. Это расширяет возможности использования перекрёстных ссылок и графики (например, при помощи пакетов hyperref и PGF/TikZ). С другой стороны, некоторые пакеты, как PSTricks, ожидают проведения процедуры трансляции DVI→PS, отчего они могут не работать с драйвером печати pdfTeX. Так как PostScript-графика теряет свои позиции при использовании в LaTeX-документах, то существуют удобные способы конвертировать EPS в PDF прямо из-под pdfTeX.

## Особенности
pdfTeX обладает более широкими возможностями по сравнению с TeX:
- Возможности использования шрифтов TrueType и Type 1;
- Использование микротипографических расширений (кернинг на полях документа, подгонка шрифта путём растяжения глифов);
- Прямой доступ к возможностям формата PDF: гиперссылки, оглавления, информация о документе, приложенные файлы.